# Comté de Jersey
Pour les articles homonymes, voir Jersey (homonymie).
Le comté de Jersey, en anglais : Jersey County, est un comté de l'État américain de l'Illinois.

## Comtés voisins
|                             | Comté de Greene (Illinois)        |                   |
| Comté de Calhoun (Illinois) | Comté de Jersey                   | Comté de Macoupin |
|                             | Comté de Saint Charles (Missouri) | Comté de Madison  |

## Transports
- U.S. Route 67
- Illinois Route 3
- Illinois Route 16
- Illinois Route 100
- Illinois Route 267

## Villes
- Jerseyville
- Grafton
- Brighton
- Fieldon
- Fidelity